# پچ آدامز (فیلم)
پچ آدامز (به انگلیسی: Patch Adams) فیلمی کمدی-درام است محصول سال ۱۹۹۸ به کارگردانی تام شادیاک. در این فیلم بازیگرانی همچون رابین ویلیامز، مونیکا پاتر، فیلیپ سیمور هافمن، دانیل لندن، پیتر کایوتی، باب گانتون، فرانسیس لی مک‌کین، ایرما پی. هال، یوزف زومر، هارولد گلد، هارو پرسنل، مایکل جیتر، ریچارد کایلی، رایان هرست، آلن تودیک، نورمن آلدن و گرگ سسترو ایفای نقش کرده‌اند